# AT&T Stadium
Das AT&T Stadium ist ein American-Football-Stadion mit schließbarem Dach in der US-amerikanischen Stadt Arlington im Bundesstaat Texas, gelegen zwischen den Großstädten Dallas und Fort Worth. Es dient als Austragungsort für die NFL-Spiele der Dallas Cowboys.
Das Stadion hat den größten nicht durch Säulen gestützten Innenraum und von Mitsubishi Electric zwei der größten HD-Bildschirme (46,3 m × 21,9 m) der Welt. Es besitzt 80.000 Sitzplätze und bis zu 30.000 weitere Stehplätze – je nach Veranstaltungsart.
Am 25. Juli 2013 verkündete Cowboys-Besitzer Jerry Jones, dass die Dallas Cowboys sich mit dem Telekommunikationsunternehmen AT&T auf ein Sponsoring am Stadion geeinigt haben. Die Arena in Arlington trägt seitdem den Namen AT&T Stadium. Das Unternehmen zahlt pro Jahr etwa 17 bis 19 Millionen US-Dollar an die Cowboys.

## Veranstaltungen
Das erste öffentliche Konzert im Cowboys Stadium hielt der Country-Sänger George Strait am 6. Juni 2009 ab. Die erste Sportveranstaltung war aber kein Footballspiel, sondern ein Fußballspiel zwischen Costa Rica und Guadeloupe. Es war das Viertelfinale des CONCACAF Gold Cup. Direkt im Anschluss fand die Begegnung zwischen Mexico und Haiti statt, die mit 82.252 Zuschauern ausverkauft war.
Die größte Zuschauerzahl bei einem Football-Spiel kam am 21. September 2009 in das Stadion. Das Spiel Dallas Cowboys gegen die New York Giants (31:33) stellte mit 105.121 Besuchern einen NFL-Regular-Season-Rekord auf.
Außerdem fand am 14. Februar 2010 das NBA All-Star Game (Ost gegen West 141:139) vor 108.713 Zuschauern und der somit größten Kulisse aller Zeiten für ein Basketball-Spiel statt.
Am 6. Februar 2011 wurde hier der Super Bowl XLV zwischen den Green Bay Packers und den Pittsburgh Steelers ausgetragen. Vor 103.219 Zuschauern bezwangen die Packers die Steelers mit 31:25 Punkten. Der Besucherrekord des Super Bowl XIV 1980 im Rose Bowl Stadium, Pasadena, wurde um 766 Zuschauer verpasst.
Am 20. Januar 2015 gab die WWE bekannt, dass die Wrestling-Veranstaltung WrestleMania 32 am 3. April 2016 im Stadion von Arlington ausgetragen wird. Bei der Veranstaltung waren 101.763 Zuschauer dabei. Damit wurde der Besucherrekord von 1987 bei WrestleMania 3 mit 93.173 Zuschauern im damaligen Pontiac Silverdome in Detroit gebrochen.

## Galerie

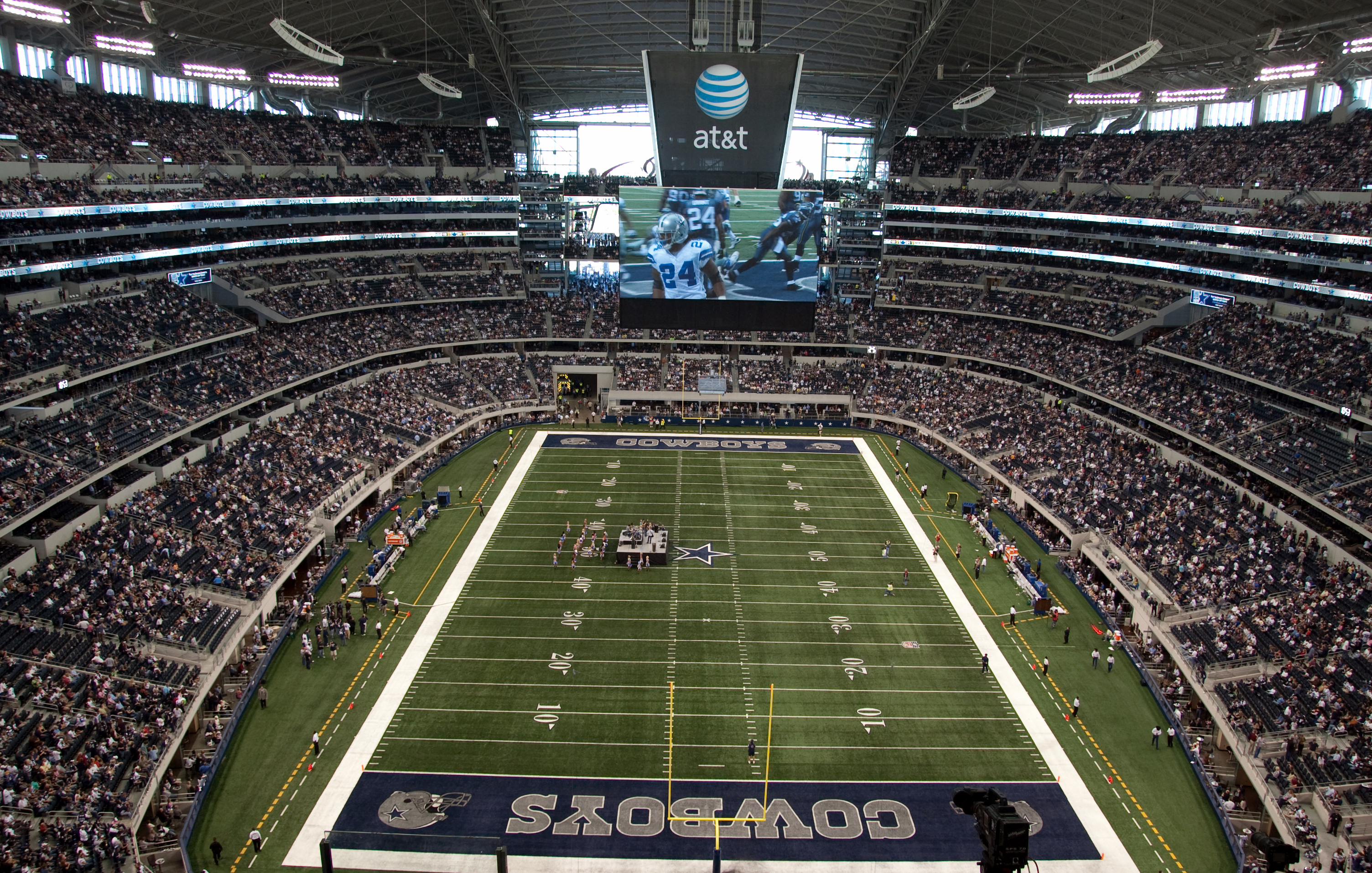
Blick in die Arena
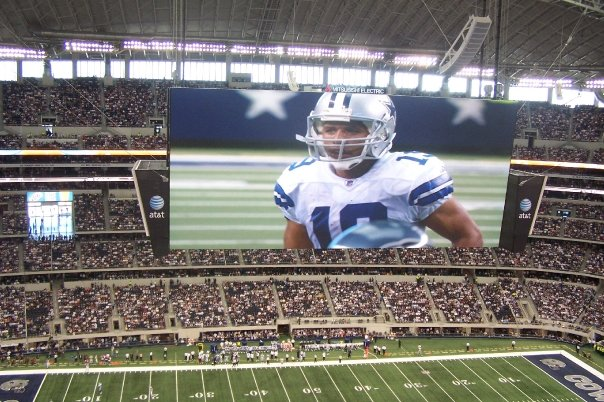
Der große Videowürfel
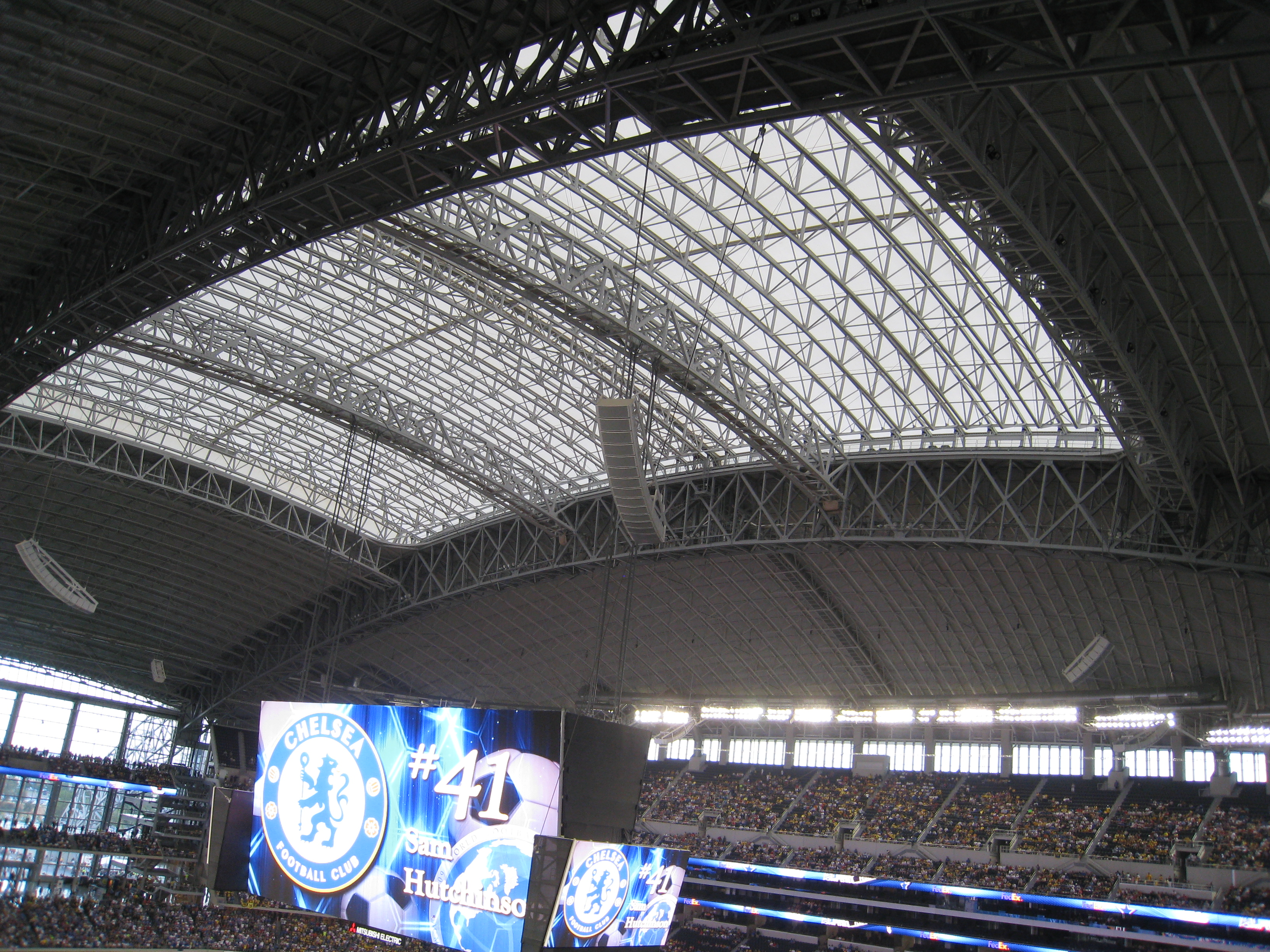
Das schließbare Dach
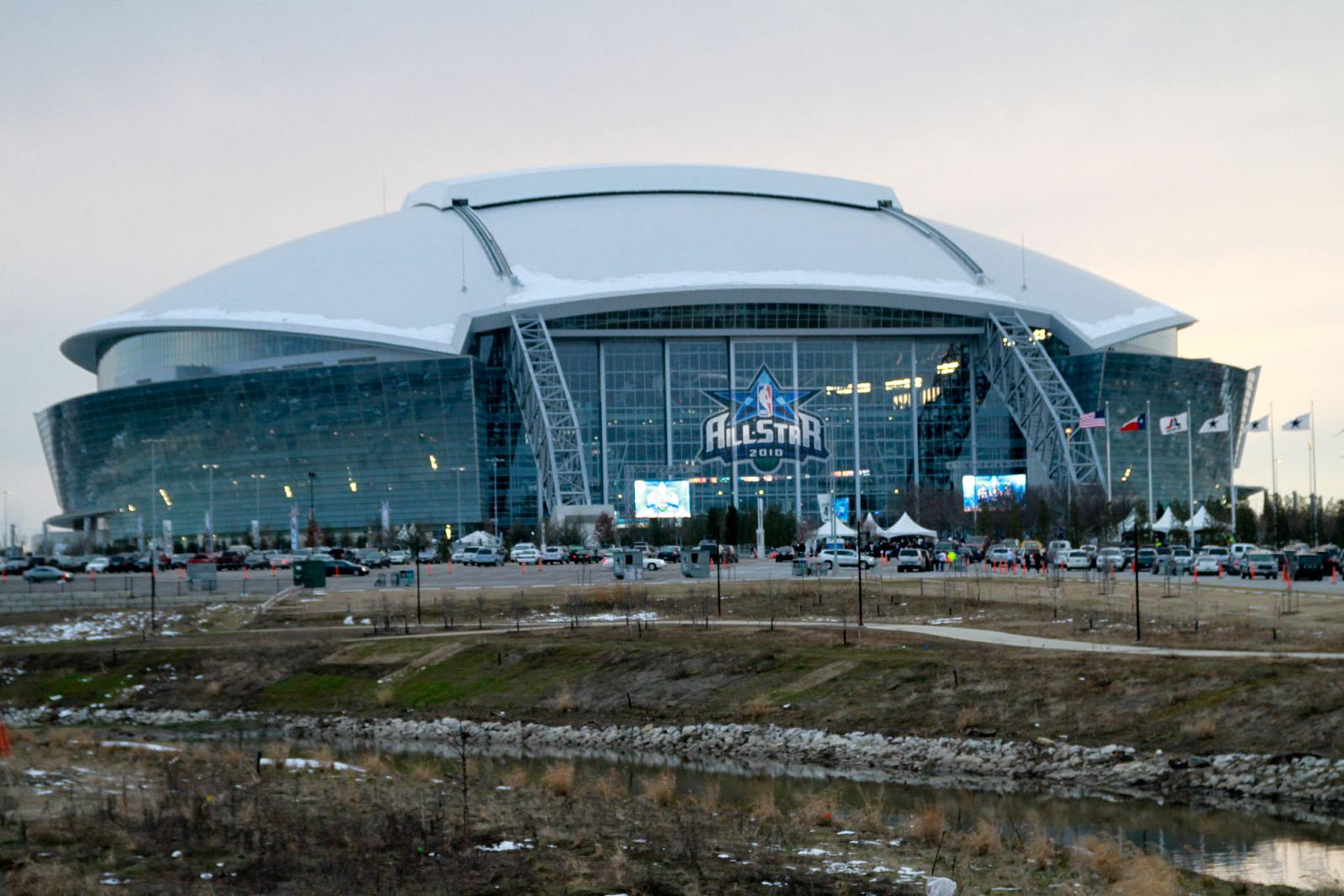
Außenansicht während des NBA All-Star-Weekend 2010
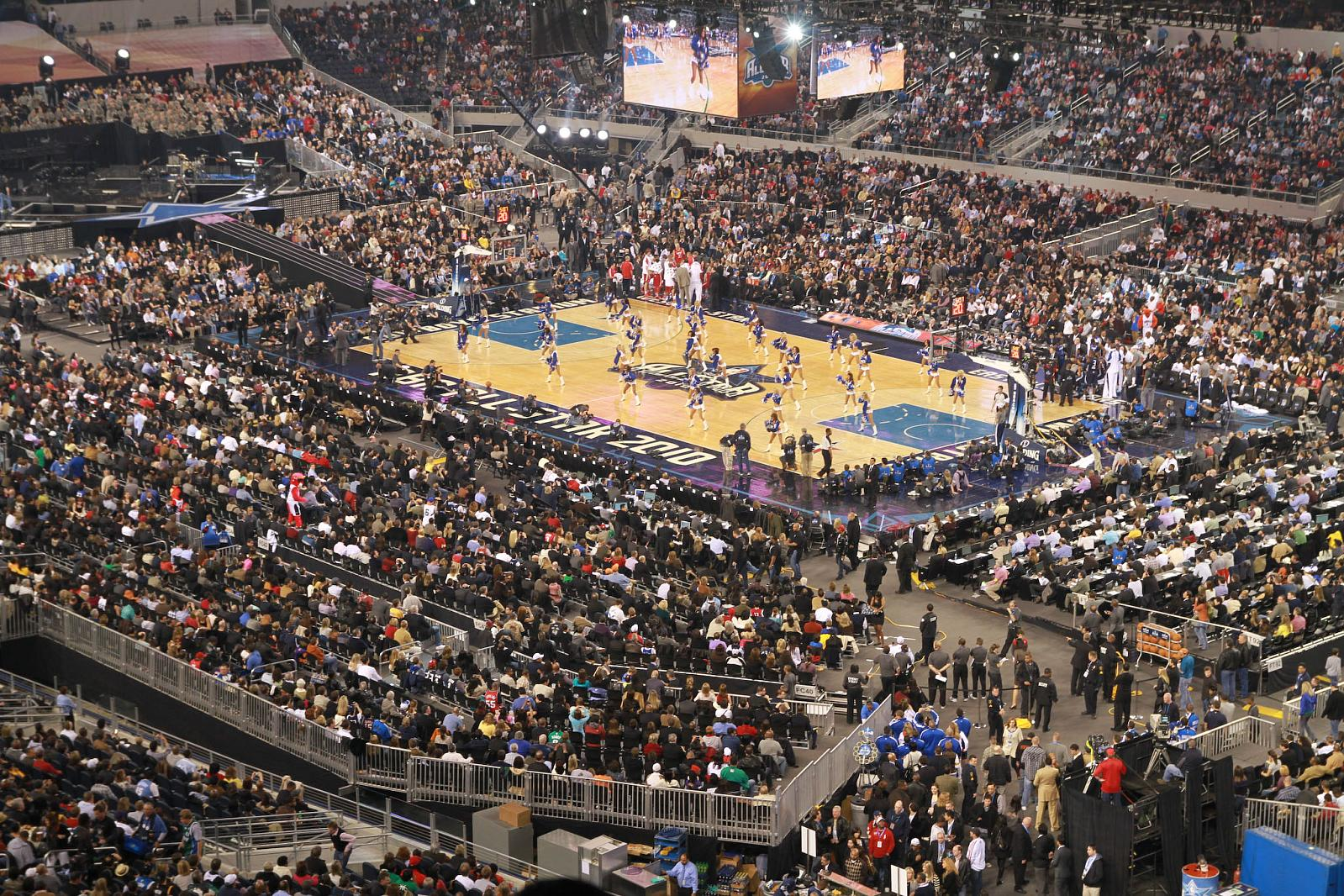
NBA All-Star-Weekend 2010
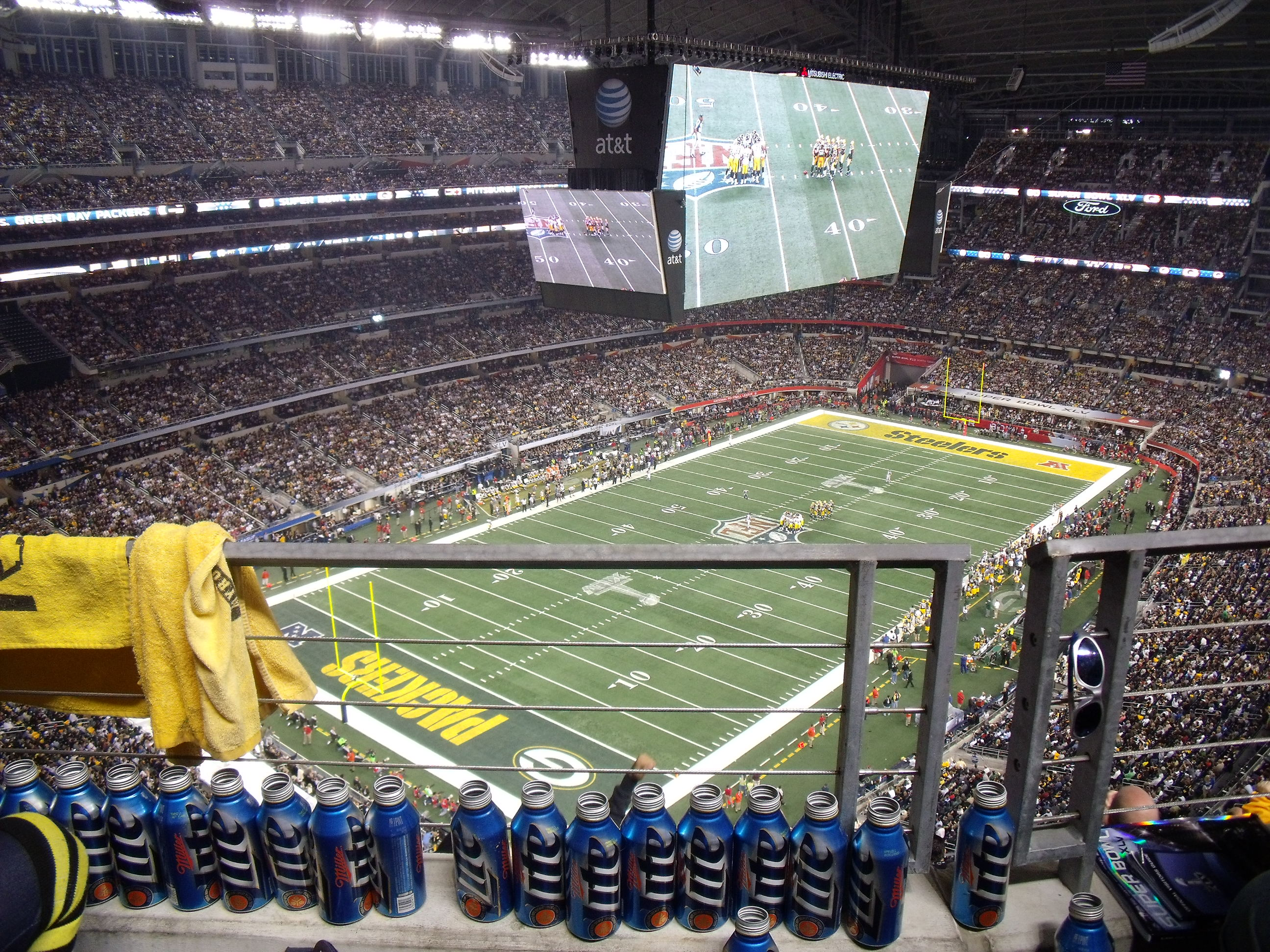
Super Bowl XLV (2011) zwischen den Pittsburgh Steelers und den Green Bay Packers